# Josep Colom
Josep Colom (Barcelona, 1947. január 11. –) spanyol klasszikus zongoraművész és zenepedagógus. 
Széles repertoárral bír:"Legyen szó Bachról, Chopinről, Mozartról, Lisztről, Beethovenről vagy Mompou-ról, ő mindig otthonosan mozog – mindig biztos lábakon áll, mindig mély intelligenciát sugároz, mindig a mélyen átélt érzelmek tökéletes vonalán jár, de soha nem szentimentális, soha nem túlzottan romantikus.

## Élete és pályafutása
A spanyolországi Barcelonában született és ott kezdett zongoraleckéket venni a katalán zongoraiskola képviselőitől. A zene nagyon fontos és mindennapos dolog volt családi környezetében, ami akkoriban nem volt megszokott Spanyolországban. Szülei, akik nem voltak hivatásos zenészek, feltétel nélküli érzelmi és anyagi támogatást nyújtottak neki, hogy a zenét élethivatásává tehesse. Felsőfokú tanulmányait nagynénjénél, Rosa Colomnál és Joan Guinjoannál végezte a Conservatori Superior Municipal de Música de Barcelonaban, majd Párizsban folytatta Ch. Causeretnél, Monique Deschausséesnél és Marian Rybickinél, ahol 1973-ban az École Normale de Musique de Parisban diplomázott.
„Versenyzői” karrierjét viszonylag későn kezdte. Első díjat nyert 1972-ben és 1978-ban a Santanderben megrendezett Paloma O'Shea Nemzetközi Zongoraversenyen, 1973-ban a Jaén-i Nemzetközi Zongoraversenyen és 1978-ban az Épinal-i Nemzetközi Zongoraversenyen. 
A párizsi Théâtre des Champs Elyséesben 1979-ben történt bemutatkozása óta rendszeresen járja a világot szólistaként, zenekarral; valamint kamarazenét játszik a legkülönbözőbb együttesekkel és művészekkel, mint pl. Gonçal Comellas, Rafael Ramos és Arto Noras, valamint a londoni Gabrielli Quartetben. Nemzetközi fesztiválokon is részt vett, mint pl: La Roque-d'Anthéron, Château de Joiville, Bagatelle Párizsban, Chopin Fesztivál Varsóban és Pablo Casals Fesztivál Puerto Ricoban. Spanyol fesztiválokon pedig Granadában a Spanyol Nemzeti Zenekarral, Jaénben a Spanyol Rádió és Televízió Szimfonikus Zenekarával, valamint a Soria Nemzeti Fesztiválon a Sevillai Szimfonikus Zenekar kíséretében.
Első lemezfelvételei 1982-ben készültek Manuel Blasco de Nebra összes szonátájával az Etnos kiadónál, amelyért a spanyol kulturális minisztérium díját kapta. 1989-ben rögzítette Manuel de Falla összes művét a Circe kiadónál, amely albumot a Fanfare magazin de Falla műveinek legjobb változataként üdvözölte. Carmen Deleitóval együttműködve felvételt készített Frederic Mompou összes művéből (1991-92), Johannes Brahms összes versenyművéből és variációiból. Kiadott egy válogatást Fauré, Debussy, Ravel és Brahms műveiből és lemezre játszotta Manuel de Falla (1989), Frederic Mompou (1991-92) és Manuel Blasco de Nebra (1995) összes műveit.
Zeneszerzőként is tevékeny: Crits i danses de la mort de Pan-ját fuvolára és zongorára, Help Beethoven-jét zongorára és csellóra komponálta.
Colom számos fontos zongoraverseny zsűritagja volt, többek között a Paloma O'Shea Nemzetközi Zongoraverseny, a varsói Nemzetközi Frédéric Chopin Zongoraverseny ill. a Sendai International Music Competition zsűrijében. 
1990-ben kezdett tanítani az Alcalá de Henares Egyetemen. A tanítás – mint önéletrajzában írta – az idők folyamán munkából a felfedezések útjává vált számára. 2010 óta rendszeresen tanít Valenciában a Musikeon posztgraduális programjain és mesterkurzusokat tart Spanyolországban (Aula de Música de la Universidad de Alcalá de Henares), Svájcban (Cours International de Blonay) és Franciaországban (École Normale de Musique de Paris). 2012 augusztusában tiltakozó mozgalmat szervezett az Alcalá de Henares Egyetem zeneszobájának anyagi okokból történő bezárása („meggyilkolása”) ellen. 2012 szeptemberében pedig új pedagógiai színpadra lépett a Liceu Konzervatóriumban (Barcelona). Számos egyetemi kurzus mellett, mint pl az Európai Egyetemen, együttműködött a zaragozai Zenei Konzervatóriummal és a valenciai Musikeonnal is. 
2022-ben, 75 évesen, egy mammutprogrammal nyitotta meg a santanderi nemzetközi zongoraversenyt: Hélène de Montgeroult 12 etűdje után eljátszotta César Franck Prelúdium, korál és fúgáját majd Chopin 12 Op. 25-ös etűdjeit. 2026-ra egy Montgeroult-CD-t tervez.

## Nézetei
Szerinte többet kellene mernünk improvizálni a klasszikus zenében: „Leginkább azt sajnálom, hogy improvizációból, amely egy évszázada eltűnt a klasszikus zeneművészetből, nem kaptam képzést. […] Bach és Chopin improvizált, általános gyakorlat volt a prelúdiumok és a darabok közötti improvizáció; nem volt világos határvonal a zeneszerzés, az improvizáció, az előadás között... és ez az, ami elveszett, mert nem írták le és nem rögzítették.” […] „A klasszikus zongoristák zsákutcába kerültek, ahol mindannyian hasonló módon játszunk, ugyanazok a referenciáink és ugyanazok az akadémikus mániák vannak arról, hogy mit ’nem lehet csinálni’”.  Ennek megfelelően már egy 1980-as szerzeményében azt az utasítást adja az előadóknak, hogy partitúráját csak alapnak, ösztönzésnek tekintsék szabad improvizációjukhoz.
Nem kíván a zene felkent apostolának látszani: „A zenélés nagy kiváltság, és köszönöm mindazoknak, akik oly sokszor útra keltek, hogy megosszák velem azt, ami számomra minden nap egy csoda.” – írta önéletrajzának végén.

## Elismerései, díjai
| Év        | Megnevezés                                                                        |
| --------- | --------------------------------------------------------------------------------- |
| ?         | Radio Nacional de España "Beethoven" és "Szkrjabin" díj                           |
| 1972,1978 | Santanderi (kezdetben Nemzeti, majd Nemzetközi) Zongoraverseny első díj           |
| 1973      | Jaéni Nemzetközi Versenyek első díj                                               |
| 1977      | Épinali Nemzetközi Versenyek első díj                                             |
| 1978      | Ferruccio Busoni Nemzetközi Zongoraversenyen 4. helyezés                          |
| 1982      | Premio del Ministerio de Cultura Blasco de Nebra összes szonátájának felvételéért |
| 1998      | Premio Nacional de Música                                                         |
| 2020      | Liszt Ferenc Társaság oklevele Liszt h-moll szonátájának felvételéért             |

## Diszkográfiája
| Év   | Leírás |
| ---- | --- |
| 1982 | Nebra, Pieces for keyboard (LP, Etnos / Mandala) OCLC 645274119                                                     |
| 1989 | Falla, Művek zongorára (Mandala) OCLC 31855185                                                                      |
| 1991 | Brahms, Variációk zongorára (Le Chant du monde) OCLC 26406446                                                       |
| 1992 | Franck, Zongoraművek (Le Chant du Monde) OCLC 317564953                                                             |
| 1992 | Mompou, Zongoraművek (4CD, Mandala) OCLC 32519447                                                                   |
| 1992 | Brahms, Négykezes zongoradarabok – Josep Colom és Carmen Deleito (Mandala) OCLC 728063556                           |
| 1996 | Falla, El sombrero de tres picos – Orquesta Ciudad de Granada, dir. Josep Pons (Harmonia Mundi) OCLC 61730911       |
| 1997 | Francia négykezes zene zongorára: Ravel, Debussy, Fauré – Josep Colom és Carmen Deleito, (Mandala) OCLC 659095529   |
| 2014 | Dialogue – Mozart & Chopin (Eudora) OCLC 947785937                                                                  |
| 2017 | Confluences – Bach & Chopin (Eudora) OCLC 1050730935                                                                |
| 2019 | Beethoven három utolsó zongoraszonátája (Eudora) OCLC 1224994461                                                    |
| 2020 | Chopin – Liszt h-moll szonáták (Eudora) OCLC 1240218044                                                             |
| 2021 | Musica Callada (Eudora) OCLC 1272895664                                                                             |
| 2022 | Moments Musicaux (MarchVivo) OCLC ??? A CD anyagának eredeti koncertfelvétele videón is elérhető (lásd Filmográfia) |
| 2024 | Mozart sonatas (Eudora) OCLC ???                                                                                    |

## Filmográfiája
- Entrevista a Josep Colom, Interview 2024-04-08
- Concierto Josep Colom. Música en Compostela. 14 de Agosto de 2021 Manuel Blasco de Nebra, Frederic Mompou, Antonio Soler művei
- 2024 08 09 OSG Concierto de Clausura Musica en Compostela 2024
- Beethoven Piano Concerto No 4, Spanish RTVE Orchestra
- Momentos musicales F. Schubert, A. Schönberg, L. van Beethoven, W.A. Mozart, J. Brahms, F. Chopin és J.S. Bach művei
- Chopin: Études, Op. 25
- Chopin: Études, Op. 10
- La huella de Bach en Chopin Bachot és Chopint játszik felváltva – a Confluence CD felére rövidített programját. "Köhögő" szüneteket nem tart a közönség számára: vagy rögtön kezdi a következő darabot, vagy néhány ütemnyi improvizáció segítségével (mintha azt mondaná, hogy erről jut eszembe) zökkenőmentesen landol a másik zeneszerző darabjában. A végén Chopin Op.10-es C dúr etűdjének bal kéz és Bach C dúr prelúdiumának (BWV 846) jobb kéz szólamát kombinálja (33 :22)
- Blasco de Nebra (1730-1784) – Various Sonatas 1995
- The great Josep Colom Manuel de Falla, Blasco de Nebra, Maurice Ravel, Claude Debussy és Frederic Chopin hangfelvételek az 1980-as, 90-es évekből